# Sandau (Elbe)
Sandau (Elbe) − miasto w Niemczech, w kraju związkowym Saksonia-Anhalt, w powiecie Stendal, w gminie związkowej Elbe-Havel-Land, na prawym brzegu Łaby.

## Historia
Dawny obszar osadnictwa słowiańskiego. Najstarsza wzmianka o wsi Sandowe pochodzi z ok. 1190. W 1200 koloniści holenderscy rozpoczęli budowę kościoła, a w 1272 miejscowość została już nazwana miastem. W 1354 miasto zostało włączone w granice księstwa biskupiego magdeburskiego.
W 1695 miał miejsce wielki pożar miasta.
U schyłku II wojny światowej 3 maja 1945 w okolicy Sandau dotarli do Łaby żołnierze 1 Armii Wojska Polskiego. Wydarzenie upamiętnia pomnik.

## Zabytki
- Pomnik 1 Armii Wojska Polskiego autorstwa Bronisława Koniuszego, odsłonięty w 1975 r.
- Kościół św. Wawrzyńca i św. Mikołaja(inne języki), sięgający 1200 r., wielokrotnie przebudowywany
- Ratusz
- Spichlerz
- Gmach poczty

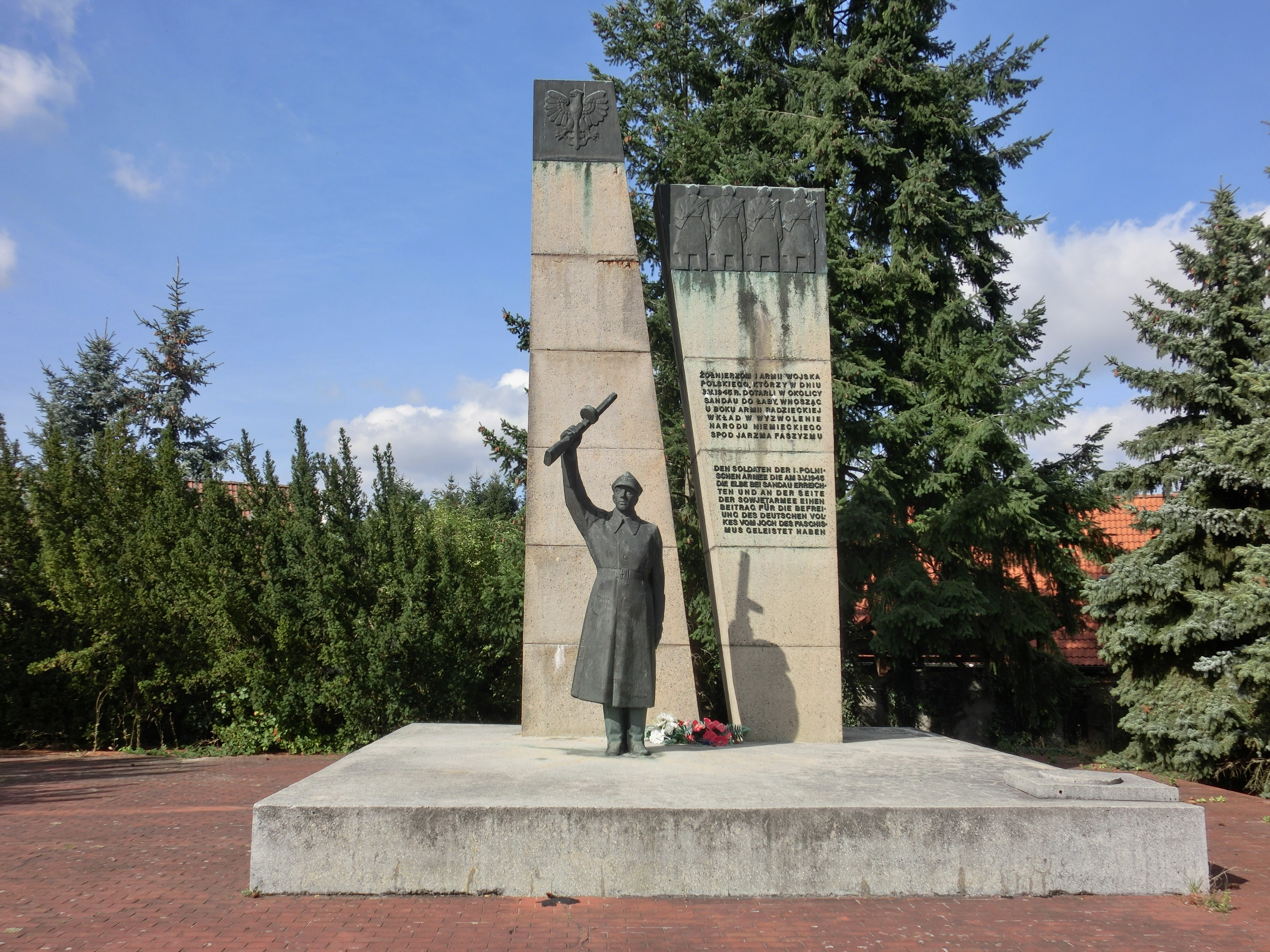
Pomnik 1 Armii Wojska Polskiego
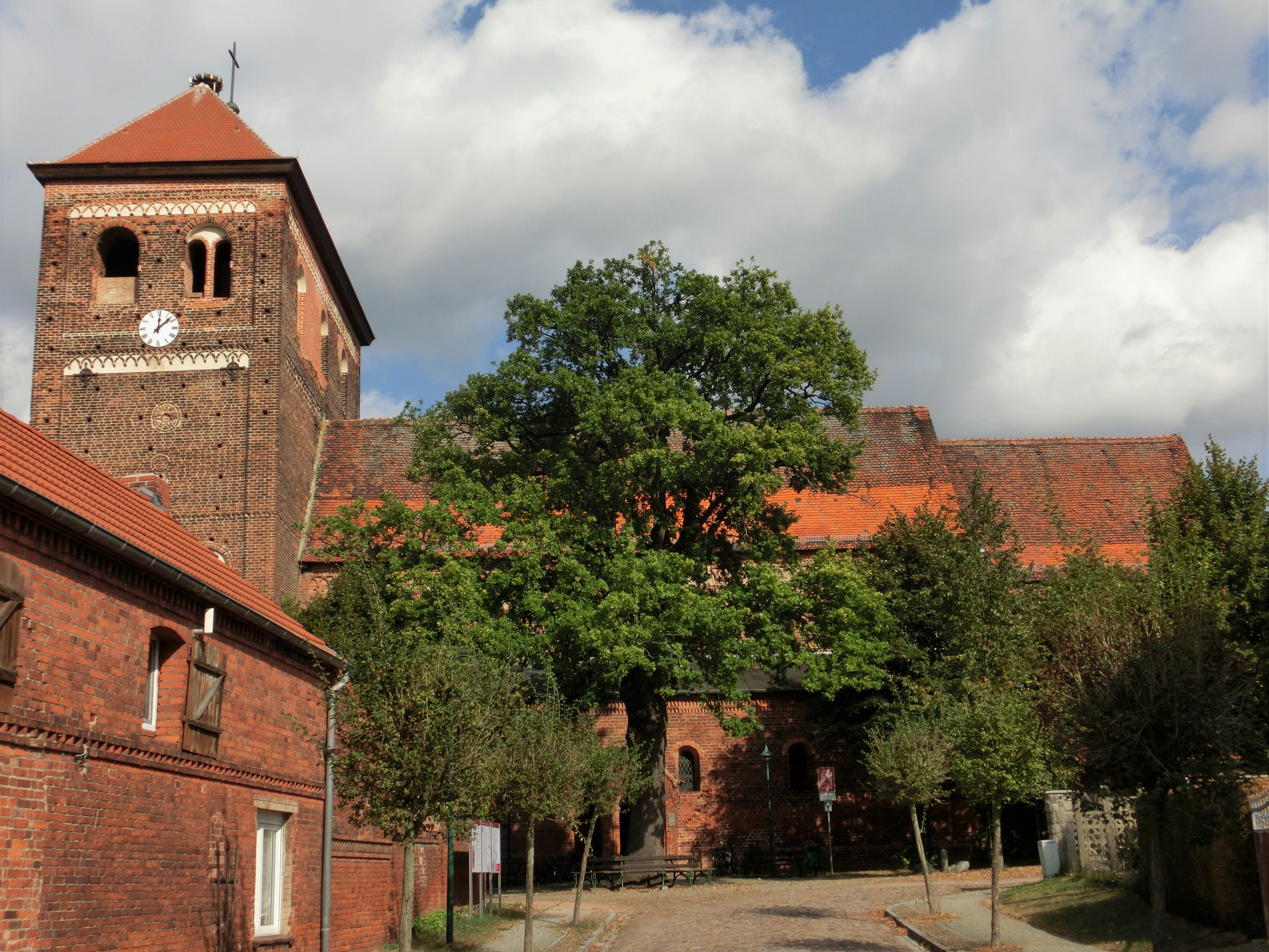
Kościół św. Wawrzyńca i św. Mikołaja
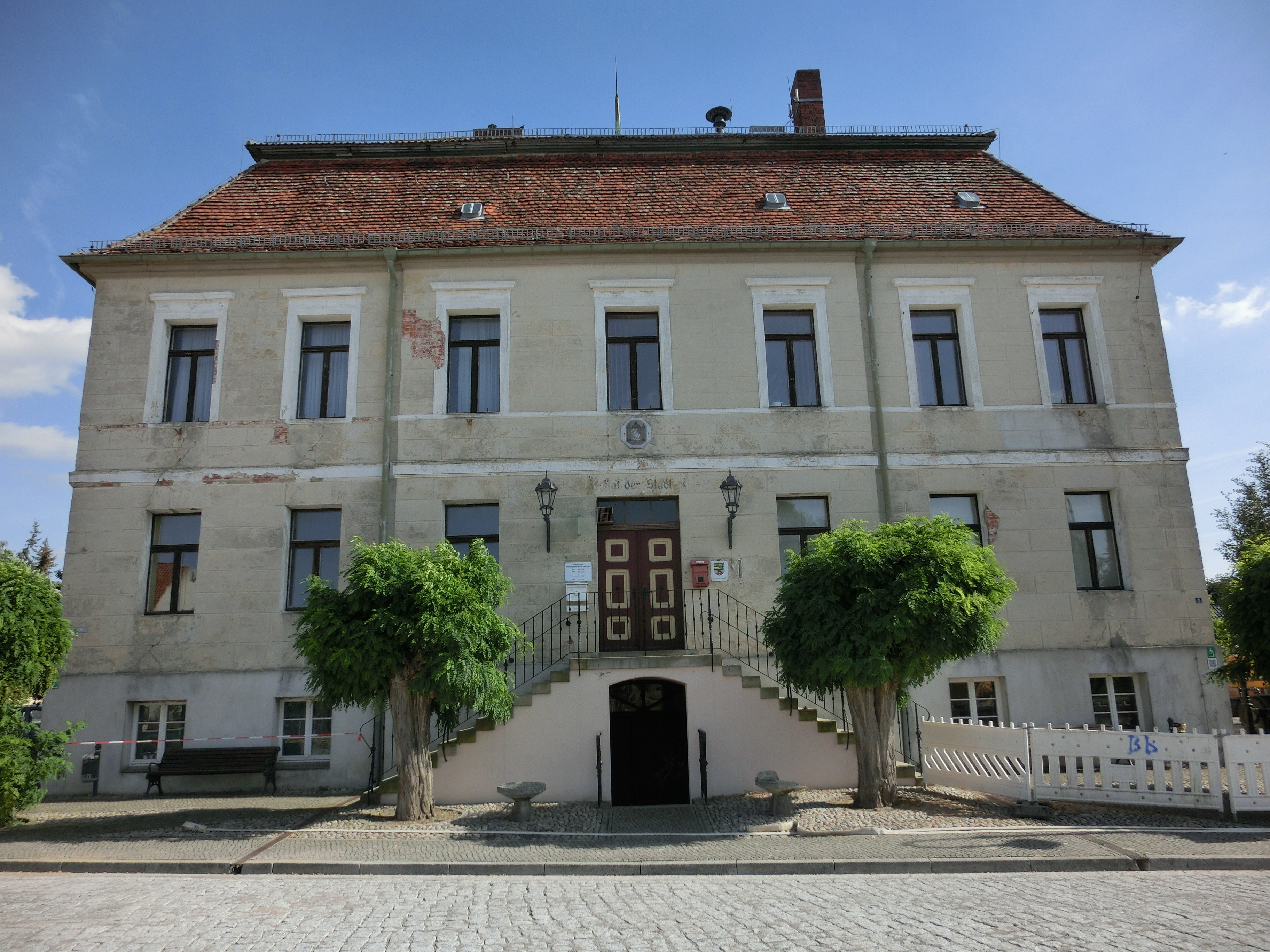
Ratusz
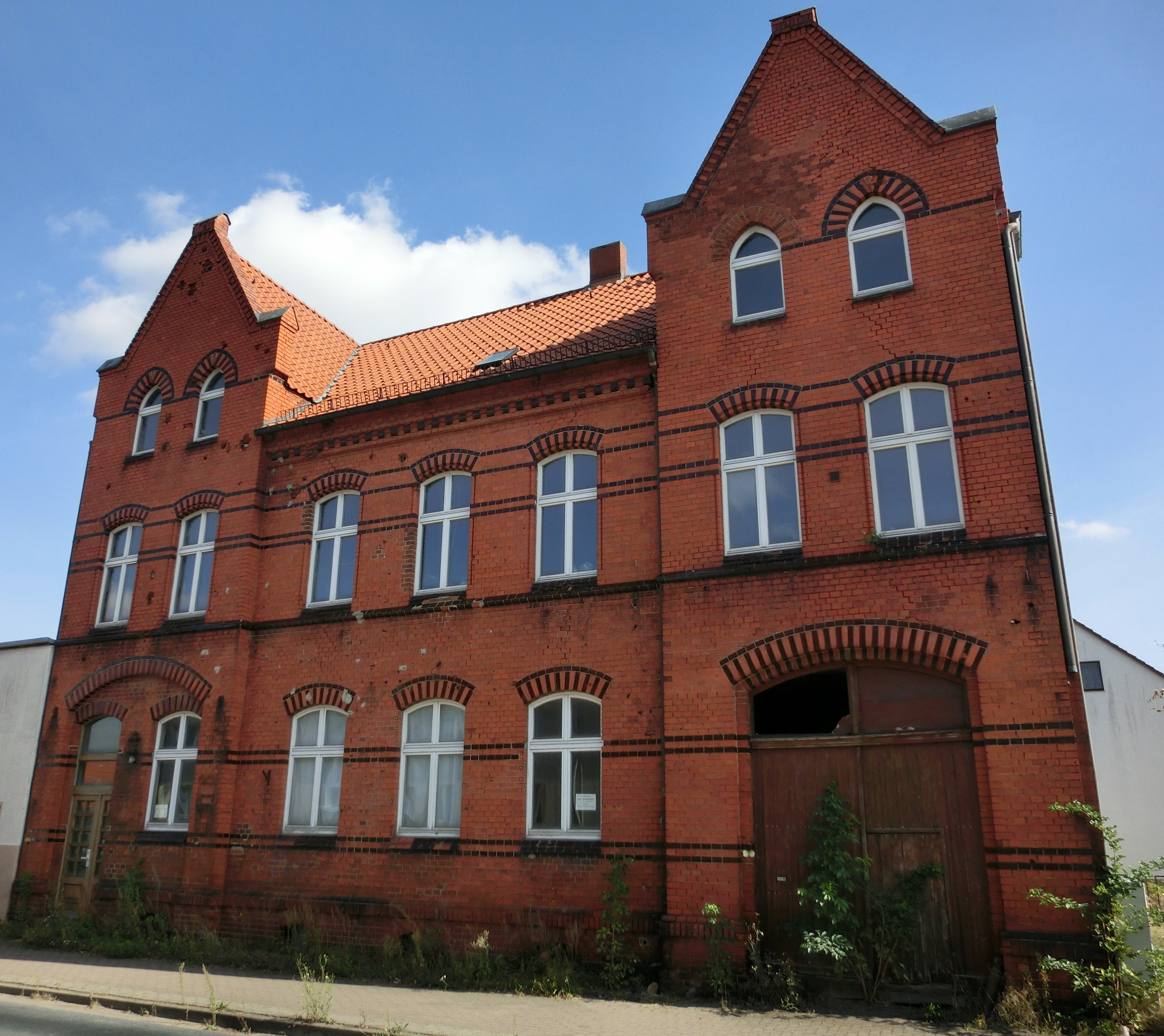
Gmach poczty